# XLIII Festival del Huaso de Olmué
El XLIII Festival del Huaso de Olmué se realizó los días 20, 21 y 22 de enero de 2012 en el Parque El Patagual, ubicado en Olmué, Chile. Los animadores del evento fueron Leo Caprile y María Luisa Godoy, y fue emitido por Chilevisión.

## Desarrollo

### Día 1 (Viernes 20)
| N.º | Nombre                           | Género/Tipo                                              | Lista de temas/Rutina                                                                         |
| --- | -------------------------------- | -------------------------------------------------------- | --------------------------------------------------------------------------------------------- |
| O   | Homenaje a la cultura de América | Obertura                                                 | Ver listaParticiparon: - Maucó - Brisas y raíces de México - Escuela Samba Vovó Santa Matilde |
| 1   | Jorge Coulón                     | Competencia "Chile canta a Violeta" (1.er grupo)         | «De cuerpo entero»                                                                            |
| 2   | Paula Herrera                    | Competencia "Chile canta a Violeta" (1.er grupo)         | «El Albertío»                                                                                 |
| 3   | Los Miserables                   | Competencia "Chile canta a Violeta" (1.er grupo)         | «Qué dirá el Santo Padre»                                                                     |
| 4   | Loreto Canales                   | Competencia "Chile canta a Violeta" (1.er grupo)         | «Volver a los 17»                                                                             |
| 5   | La Mansión Rossa                 | Humor                                                    | Humor                                                                                         |
| 6   | Isabel Parra                     | Cantautora de música folclórica y nueva canción chilena. |                                                                                               |
| 7   | León Gieco                       | Cantante de rock y folk rock.                            |                                                                                               |
| 8   | Reina Isabel                     | Grupo de ranchera tropical.                              |                                                                                               |
| 9   | Noche de Brujas                  | Banda de cumbia tropical.                                |                                                                                               |

### Día 2 (Sábado 21)
| N.º | Nombre                   | Género/Tipo                                      | Lista de temas/Rutina                                                          |
| --- | ------------------------ | ------------------------------------------------ | ------------------------------------------------------------------------------ |
| O   | Homenaje a la cueca      | Obertura                                         | Ver lista 1. Esa chiquilla que baila 2. El guatón Loyola 3. Los Lagos de Chile |
| 1   | Yuri                     | Cantande de pop latino.                          |                                                                                |
| 2   | Manuel García            | Cantautor de rock, folk y pop.                   |                                                                                |
| 1   | Eduardo "Lalo" del Campo | Competencia "Chile canta a Violeta" (2.do grupo) | «La jardinera»                                                                 |
| 2   | La Guacha                | Competencia "Chile canta a Violeta" (2.do grupo) | «Arriba quemando el sol»                                                       |
| 3   | Miguel Barriga           | Competencia "Chile canta a Violeta" (2.do grupo) | «El Sacristán»                                                                 |
| 4   | Natalia Contesse         | Competencia "Chile canta a Violeta" (2.do grupo) | «Miren como sonríen»                                                           |
| 5   | The Impact Show          | Humor                                            | Humor                                                                          |
| 7   | El Gitano                | Cantante de música gitana y flamenco.            |                                                                                |
| 8   | Los Viking's 5           | Grupo de cumbia tropical.                        |                                                                                |

### Día 3 (Domingo 22)
| N.º | Nombre                   | Género/Tipo                                            | Lista de temas/Rutina    |
| --- | ------------------------ | ------------------------------------------------------ | ------------------------ |
| 1   | Pablo Milanés            | Cantautor de trova y canción de autor.                 |                          |
| 2   | La Guacha                | Competencia folclórica (Final)                         | «Arriba quemando el sol» |
| 3   | Eduardo "Lalo" del Campo | Competencia folclórica (Final)                         | «La jardinera»           |
| 4   | Jorge Coulón             | Competencia folclórica (Final)                         | «De cuerpo entero»       |
| 5   | Miguel Barriga           | Competencia folclórica (Final)                         | «El sacristán»           |
| 6   | Zip-Zup                  | Humor                                                  | Humor                    |
| 7   | Huasos de Algarrobal     | Grupo de cuecas y folclore.                            |                          |
| 8   | Los Jaivas               | Banda de rock psicodélico, rock progresivo y folclore. |                          |

## Competencia
La competencia fue en sí, un homenaje a Violeta Parra. En esta versión del festival se compitieron versiones de canciones de Violeta Parra interpretadas por músicos chilenos. El ganador de la competencia obtuvo el "Guitarpín de oro". Además, el público eligió al mejor intérprete, premio que recayó en Miguel Barriga con la interpretación de "El Sacristán".
| Título                    | Intérprete(s)            | Lugar     |
| ------------------------- | ------------------------ | --------- |
| "Arriba quemando el Sol"  | La Guacha                | Ganador   |
| "El Sacristán"            | Miguel Barriga           | 2.º Lugar |
| "La Jardinera"            | Eduardo "Lalo" del Campo | 3.º Lugar |
| "De Cuerpo Entero"        | Jorge Coulón             | 4.º Lugar |
| "Volver a los 17"         | Loreto Canales           | Eliminado |
| "Qué dirá el Santo Padre" | Los Miserables           | Eliminado |
| "El Albertío"             | Paula Herrera            | Eliminado |
| "Miren cómo sonríen"      | Natalia Contesse         | Eliminado |

### Jurado
- Isabel Parra (Presidenta)
- Dióscoro Rojas
- Macarena Pizarro
- Eugenio Rengifo
- Javiera Mena